# オニコミミズク
オニコミミズク（学名：Asio solomonensis）は、中型のフクロウで、ソロモン諸島の固有種である。一般的に標高2000mまでの低地や丘の森林で見られる。

## 外見
体長は約38cmに達する。顔盤は赤褐色で、目立つ白色の眉毛がある。顔盤の内側の縁も白色である。下半身は深黄土色に茶色の斑と黒っぽい筋がある。ソロモンアオバズク等と混同しやすいが、　後者は若干小さく、より瘦せ型である。また、外見はすでに絶滅したワライフクロウにも似ている。
鳴き声は、人間の悲鳴に似て、連続して音量や音色が徐々に増し、10秒間隔で繰り返す。

## 分布と生息地
パプアニューギニアのブーゲンビル島とソロモン諸島のチョイスル島、サンタイサベル島の固有種である。古い木の多い低地や丘の森林に生息する。主に標高2000mまでの一次林で見られるが、特に二次林や林縁の近くでも見られる。

## 行動
フクロウは一般的に樹洞や木の割れ目に巣を作るが、オニコミミズクは着生植物で覆われた大きなイチジクの枝に巣を作る。一次林内にも林縁や庭の近くにも見られる。主にハイイロクスクスを食べる。

## 保全状況
国際自然保護連合のレッドリストでは個体数の少なさと減少傾向から、基準C1及びC2a(i)の近危急種と位置付けられている。伐採及び森林破壊の脅威に晒されている。